# Verbeekit
Verbeekit ist ein sehr selten vorkommendes Mineral aus der Mineralklasse der „Sulfide und Sulfosalze“ mit der chemischen Zusammensetzung PdSe2 und damit chemisch gesehen ein Palladiumselenid, genauer Palladiumdiselenid. Als enge Verwandte der Sulfide werden die Selenide in dieselbe Klasse eingeordnet.
Verbeekit kristallisiert im monoklinen Kristallsystem, konnte bisher jedoch nur in Form mikroskopisch kleiner, unregelmäßiger Körner von etwa 25 μm bis 200 μm Größe entdeckt werden. Das vollkommen undurchsichtige (opake) Mineral zeigt auf den Oberflächen der schwarzen Körner einen metallischen Glanz. Auch seine Strichfarbe ist schwarz.

## Etymologie und Geschichte
Entdeckt wurde Verbeekit in der Musonoi Mine, einem Tagebau im Kupfergürtel etwa zwei Kilometer nordwestlich von Kolwezi in der Provinz Lualaba, Demokratische Republik Kongo. Die Analyse und Erstbeschreibung erfolgte durch Andrew C. Roberts, W. H. Paar, M. A. Cooper, D. Topa, A. J. Criddle und J. Jedwab, die das Mineral nach dem Geowissenschaftler Théodore Verbeek (1927–1991) benannten. Dieser hatte als Erster die Palladium-Mineralisation der Musonoi Mine studiert.
Das Mineralogenteam reichte seine Untersuchungsergebnisse 2001 zur Prüfung bei der International Mineralogical Association ein (interne Eingangs-Nr. der IMA: 2001-005), die den Verbeekit als eigenständige Mineralart anerkannte. Die Publikation der Erstbeschreibung erfolgte ein Jahr später im Fachmagazin Mineralogical Magazine.
Das Typmaterial des Minerals wird im Natural History Museum in London (UK) unter der Sammlungs-Nr. BM2001,4 aufbewahrt.

## Klassifikation
Da der Verbeekit erst 2001 als eigenständiges Mineral anerkannt wurde, ist er in der seit 1977 veralteten 8. Auflage der Mineralsystematik nach Strunz noch nicht verzeichnet. 
In der zuletzt 2018 überarbeiteten Lapis-Systematik nach Stefan Weiß, die formal auf der alten Systematik von Karl Hugo Strunz in der 8. Auflage basiert, erhielt das Mineral die System- und Mineralnummer II/D.28-060. Dies entspricht der Klasse der „Sulfide und Sulfosalze“ und dort der Abteilung „Sulfide mit dem Stoffmengenverhältnis Metall : S,Se,Te < 1 : 1“, wo Verbeekit zusammen mit Berndtit, Kitkait, Melonit, Merenskyit, Moncheit, Shuangfengit und Sudovikovit die „Melonitgruppe“ mit der Systemnummer II/D.28 bildet.
Die von der International Mineralogical Association (IMA) zuletzt 2009 aktualisierte 9. Auflage der Strunz’schen Mineralsystematik ordnet den Verbeekit in die Klasse der „Sulfide und Sulfosalze (Sulfide, Selenide, Telluride, Arsenide, Antimonide, Bismutide, Sulfarsenide, Sulfantimonide, Sulfbismutide)“ und dort in die Abteilung „Metallsulfide mit M : S ≤ 1 : 2“ ein. Hier ist das Mineral in der Unterabteilung „M : S = 1 : 2; mit Cu, Ag, Au“ zu finden, wo es als einziges Mitglied eine unbenannte Gruppe mit der Systemnummer 2.EA.25 bildet.
In der vorwiegend im englischen Sprachraum gebräuchlichen Systematik der Minerale nach Dana hat Verbeekit die System- und Mineralnummer 02.12.15.03. Das entspricht der Klasse der „Sulfide und Sulfosalze“ und dort der Abteilung „Sulfidminerale“. Hier findet er sich innerhalb der Unterabteilung „Sulfide – einschließlich Seleniden und Telluriden – mit der Zusammensetzung AmBnXp, mit (m+n):p=1:2“ in einer unbenannten Gruppe mit der Systemnummer 02.12.15, in der auch Froodit und Urvantsevit eingeordnet sind.

## Chemismus
In der theoretisch idealen, das heißt stoffreinen Verbindung von Verbeekit (PdSe2) besteht das Mineral aus Palladium (Pd) und Selen (Se) im Stoffmengenverhältnis von 1 : 1. Dies entspricht einem Massenanteil (Gewichts-%) von 40,26 Gew.-% Pd und 59,74 Gew.-% Se.
Insgesamt vier Mikrosondenanalysen an natürlichen Mineralproben aus der Typlokalität Musonoi ergaben dagegen eine leicht abweichende Zusammensetzung von 39,6 Gew.-% Pd und 58,8 Gew.-% Se sowie zusätzlich einen geringen Anteil von 0,5 Gew.-% Kupfer (Cu). Aus diesen Werten wurde auf der Grundlage der Atomanzahl von Pd + Cu + Se = 3 die empirische Formel (Pd0,99Cu0,02)Σ=1,01Se1,99 errechnet und zur eingangs genannten Formel idealisiert.

## Kristallstruktur
Verbeekit kristallisiert in der monoklinen Raumgruppe C2 (Raumgruppen-Nr. 5), Cm (Nr. 8) oder C2/m (Nr. 12) mit den Gitterparametern a = 6,659(7) Å; b = 4,124(5) Å; c = 4,438(6) Å und β = 92,76(3)° sowie zwei Formeleinheiten pro Elementarzelle.

## Bildung und Fundorte
Verbeekit bildete sich primär bei niedrigen Temperaturen in einer selenreichen Sulfid-Linse. An seiner Typlokalität, der Musonoi Mine bei Kolwezi in der Demokratischen Republik Kongo, traten als Begleitminerale kupfer- und palladiumhaltiger Trogtalit sowie selenhaltiger Digenit und Covellin auf.
Der bisher einzige weiter bekannte Fundort ist der als Hope's Nose bekannte, kleine Calcit-Gang mit Gold- und Palladium-Mineralisation nahe Torquay in der englischen Grafschaft Devon.